# Teleportació quàntica
La teleportació quàntica és un procés de la comunicació quàntica mitjançant el qual la informació quàntica (per exemple, l'estat d'un àtom o un fotó) pot ser transmesa (en principi, de manera exacta) d'un lloc a un altre, amb l'ajuda de comunicació clàssica i d'entrellaçament quàntic (en anglès entaglement) prèviament compartit entre l'emissor i el receptor. Com que depèn de la comunicació clàssica, mitjançant la qual és impossible de transmetre informació més ràpidament que la velocitat de la llum, no és possible utilitzar la teleportació quàntica per la transmissió superlumínica o per la comunicació de bits clàssics. Tampoc pot ser utilitzada per fer còpies d'un sistema, ja que això violaria el teorema de no clonació. Encara que el nom s'inspira en la teleportació d'ús comú en la ficció, la tecnologia actual no proporciona cap possibilitat d'un procés semblant a la forma de la teleportació de ficció. Si bé és possible teleportar un o més qubits d'informació entre dos àtoms entrellaçats, encara no s'ha aconseguit fer-ho entre molècules o sistemes més grans. Hom pot pensar en la teleportació com un tipus de comunicació: proporciona una forma de transportar un qubit (unitat d'informació quàntica) d'un lloc a un altre sense necessitat de moure una partícula física.

Diagrama del protocol de teleportació quàntica.

El treball original que va exposar per primera vegada la idea és de C.H. Bennett, G. Brassard, C. Crépeau, R. Jozsa, A. Peres i WK Wootters, publicat el 1993. Des de llavors, la teleportació quàntica s'ha realitzat experimentalment en diversos sistemes físics. En l'actualitat, la distància rècord per la teleportació quàntica és de 143 km (89 milles) amb fotons, i 21 m amb sistemes materials. L'agost de 2013, es va informar de l'assoliment de la teleportació quàntica "totalment determinista", utilitzant una tècnica híbrida. El 29 de maig de 2014, diversos científics van anunciar una manera fiable de transferència de dades per teleportació quàntica. El teletransport quàntic de dades s'havia fet abans, però amb mètodes molt poc fiables.

## Protocol
Els requisits per a la teleportació quàntica són un qubit {\displaystyle |\phi \rangle =\alpha |0\rangle +{\sqrt {1-|\alpha |^{2}}}|1\rangle }, que serà teleportat, un canal de comunicació convencional capaç de transmetre dos bits clàssics, i un mitjà per generar dos qubits màximament entrellaçats (un parell EPR, o estat de Bell) {\displaystyle |\Phi \rangle \in {\mathfrak {B}}}, cada un dels quals serà transportat a un a dos llocs diferents, A i B. Aquests nodes també han de ser capaços de realitzar operacions i mesurar els qubits que posseeixen.
Els passos a seguir per tal de transportar el qubit que posseeix A fins a B són els següents
1. Es genera l'estat entrellaçat {\displaystyle |\Phi _{+}\rangle ={\frac {1}{\sqrt {2}}}(|00\rangle +|11\rangle )} i enviem el primer qubit a A i el segon a B. L'estat inicial del sistema és {\displaystyle |\psi _{0}\rangle _{A'AB}=|\phi \rangle _{A'}|\Phi \rangle _{AB}}.
2. A realitza una porta NOT controlada sobre els qubits que posseeix amb el qubit a teleportar com a control, és a dir, {\displaystyle {\text{CNOT}}_{A'\to A}|\psi _{0}\rangle _{A'AB}}. L'estat total del sistema passa a ser: {\displaystyle |\psi _{1}\rangle _{A'AB}=\alpha |0\rangle _{A'}|\Phi _{+}\rangle _{AB}+\beta |1\rangle _{A'}|\Psi _{+}\rangle _{AB}}; on {\displaystyle \beta ={\sqrt {1-|\alpha |^{2}}}}.
3. Seguidament, A aplica una porta de Hadamard també sobre el qubit a teleportar, així {\displaystyle H_{A'}|\psi _{1}\rangle _{A'AB}}. {\displaystyle |\psi _{2}\rangle _{A'AB}=\alpha \left({\frac {|0\rangle _{A'}+|1\rangle _{A'}}{\sqrt {2}}}\right)|\Phi _{+}\rangle _{AB}+\beta \left({\frac {|0\rangle _{A'}-|1\rangle _{A'}}{\sqrt {2}}}\right)|\Psi _{+}\rangle _{AB}={\frac {1}{2}}\left[|00\rangle _{A'A}(\alpha |0\rangle _{B}+\beta |1\rangle _{B})+|01\rangle _{A'A}(\alpha |1\rangle _{B}+\beta |0\rangle _{B})+|10\rangle _{A'A}(\alpha |0\rangle _{B}-\beta |1\rangle _{B})+|11\rangle _{A'A}(\alpha |1\rangle _{B}-\beta |0\rangle _{B})\right]}
4. Finalment, A mesura els seus dos qubits en la base computacional. Els resultats d'aquesta mesura són: {\displaystyle {\begin{aligned}{\text{Resultat de mesura }}(A'A)&&{\text{Probabilitat}}&&{\text{Estat de }}B\\00&&{\frac {1}{2}}&&\alpha |0\rangle _{B}+\beta |1\rangle _{B}\\01&&{\frac {1}{2}}&&\alpha |1\rangle _{B}+\beta |0\rangle _{B}\\10&&{\frac {1}{2}}&&\alpha |0\rangle _{B}-\beta |1\rangle _{B}\\11&&{\frac {1}{2}}&&\alpha |1\rangle _{B}-\beta |0\rangle _{B}\end{aligned}}} Veiem que hi ha 4 resultats possibles, corresponent a les 4 combinacions de 0s i 1s en dos bits, i aquests porten a un estat diferent per B. Per tal de corregir-lo, A envia els resultats de la seva mesura a B i aquest aplica l'operació {\displaystyle Z^{A'}X^{A}} per tal de recuperar el qubit inicial {\displaystyle |\phi \rangle _{B}=\alpha |0\rangle +{\sqrt {1-|\alpha |^{2}}}|1\rangle }.

D'aquesta manera, la informació que abans posseïa A ara està a B. Una de les conseqüències més importants rau en el fet que, no només enviem el qubit, sinó tota la informació que està associada a ell.

## Intercanvi d'entrellaçament
Una conseqüència de la teleportació és que si l'estat a teleportar forma part d'un estat entrellaçat amb un altre part C, {\displaystyle |\Phi \rangle _{CA'}\in {\mathfrak {B}}}, llavors l'entrellaçament s'intercanviarà amb A i obtindrem finalment l'estat {\displaystyle |\Phi \rangle _{CB}\in {\mathfrak {B}}}. Aquesta variació del protocol de teleportació se l'anomena intercanvi d'entrellaçament i representa un punt clau en el desenvolupament de l'internet quàntic.